# Tenuidactylus caspius
Espèce
Synonymes
- Gymnodactylus caspius Eichwald, 1831
- Cyrtopodion caspium (Eichwald, 1831)
- Gymnodactylus caspius insularis Akhmedov & Shcherbak, 1978
- Cyrtopodion caspium insularis (Akhmedov & Shcherbak, 1978)

Statut de conservation UICN

 LC  : Préoccupation mineure
Tenuidactylus caspius est une espèce de geckos de la famille des Gekkonidae.

## Répartition
Cette espèce se rencontre en Azerbaïdjan, en Arménie, en Géorgie, en Iran, en Afghanistan, au Turkménistan, en Ouzbékistan et au Kazakhstan.

## Liste des sous-espèces
Selon The Reptile Database (14 avril 2013) :
- Tenuidactylus caspius caspius (Eichwald, 1831)
- Tenuidactylus caspius insularis (Akhmedov & Shcherbak, 1978)

## Publications originales
- Akhmedov & Shcherbak, 1978 : Gymnodactylus caspius insularis ssp. n. (Reptilia, Sauria), A new subspecies of Gymnodactylus caspius EICHW. from the Vulf Island in the Caspian Sea. Vestnik Zoologii, vol. 1978, no 2, p. 80-82.
- Eichwald, 1831 : Zoologia specialis, quam expositis animalibus tum vivis, tum fossilibus potissimuni rossiae in universum, et poloniae in specie, in usum lectionum publicarum in Universitate Caesarea Vilnensi. Zawadski, Vilnae, vol. 3, p. 1-404 (texte intégral).